# Honětice
Honětice (en allemand : Honietitz) est une commune du district de Kroměříž, dans la région de Zlín, en République tchèque. Sa population s'élevait à 80 habitants en 2025.

## Géographie
Honětice se trouve à 15 km au sud-ouest de Kroměříž, à 30 km à l'ouest de Zlín et à 225 km au sud-est de Prague.
La commune est limitée par Troubky-Zdislavice et Zdounky au nord-est, par Cetechovice à l'ouest et au sud, par Litenčice au sud-ouest et par Hoštice à l'ouest.

## Histoire
La première mention écrite du village date de 1353.

## Transports
Par la route, Honětice se trouve à 16 km de Kroměříž, à 43 km de Zlín, à 57 km de Brno et à 266 km de Prague.